# Tempio massonico (Santa Cruz de Tenerife)
Il tempio massonico di Santa Cruz de Tenerife è considerato uno dei principali templi massonici in Spagna, e il primo delle Isole Canarie. L'edificio fu costruito tra il 1899 e il 1902 per l'uso da parte di una loggia massonica.
Durante la dittatura spagnola di Francisco Franco il tempio fu chiuso, tuttavia non venne distrutto, come era successo ad altri templi nel resto della Spagna. Il tempio è stato dichiarato monumento di interesse culturale ed è in fase di restauro.

## Storia
L'8 agosto 1895 fu fondata la Loggia Añaza, che si consolidò rapidamente, riorganizzando la Massoneria nelle Isole Canarie nel primo terzo del XX secolo.
Questa loggia commissionò la costruzione del tempio, che avvenne tra il 1899 e il 1902, secondo un progetto dell'architetto municipale Manuel de Cámara. La facciata non sarebbe stata completata fino al 1923.
L'edificio è stato utilizzato anche come scuola gratuita, finanziata dalla Loggia Añaza. La facciata è di forte ispirazione egizia, presenta capitelli a foglia di palma e un ampio frontone triangolare. In quest'area è scolpito l'occhio onniveggente, avvolto da raggi di luce, che rappresentano l'Essere Supremo, il Grande Architetto dell'Universo secondo la simbologia massonica. Intorno a ciascuna colonna ci sono due sfingi (quattro in tutto). Il portone d'ingresso è scolpito in legno con motivi geometrici; l'architrave è decorato con foglie di palma e un sole con ali d'aquila, simbolo di Horus.
L'edificio dispone anche di una Cámara de Reflexión nel seminterrato, ricavata da un tubo vulcanico naturale; al secondo piano si trova la Sala de Tenidas con finestre sulla facciata. Il livello superiore ha alcune stanze.
Il Tempio Massonico di Santa Cruz de Tenerife si trova alla stessa latitudine (28° Nord) del Monastero di Santa Caterina (Egitto). Questo monastero fu edificato nel luogo in cui, secondo l'Antico Testamento, Mosè ricevette le Tavole della Legge.

## Saccheggio
Il 15 settembre 1936, nel primo decreto contro la Massoneria emesso dal generale Francisco Franco, questa proprietà fu confiscata e concessa alla Falange spagnola. Poco dopo divenne sede una farmacia militare. Successivamente divenne sede di un ottico per l'esercito, mentre la parte superiore fu adibita a caserma dei soldati fino al 1990 e rimane chiusa fino ad oggi.
Infine, in tempi di democrazia, lo Stato ha venduto l'edificio al Comune di Santa Cruz de Tenerife nel 2001.

## Restauro
Attualmente l'edificio è in attesa di restauro e riabilitazione.
Il Tempio Massonico di Santa Cruz de Tenerife è stato dichiarato bene di interesse culturale nella categoria dei monumenti.

## Congresso massonico
Nel novembre 2016 si è svolto a Santa Cruz de Tenerife un congresso internazionale massonico chiamato Convento dell'Ordine, un evento si tiene ogni anno in diverse parti del mondo ed è organizzato dal Consiglio Supremo del 33º grado e finale del Rito Scozzese antico e Accettato per la Spagna. Questa conferenza ha contribuito a raccogliere fondi per la riabilitazione del Tempio Massonico di Santa Cruz de Tenerife. Durante l'incontro nel Tempio massonico ha ricoperto la firma l'atto della creazione della Confederación Iberoamericana de Supremos Consejos.

## Galleria d'immagini

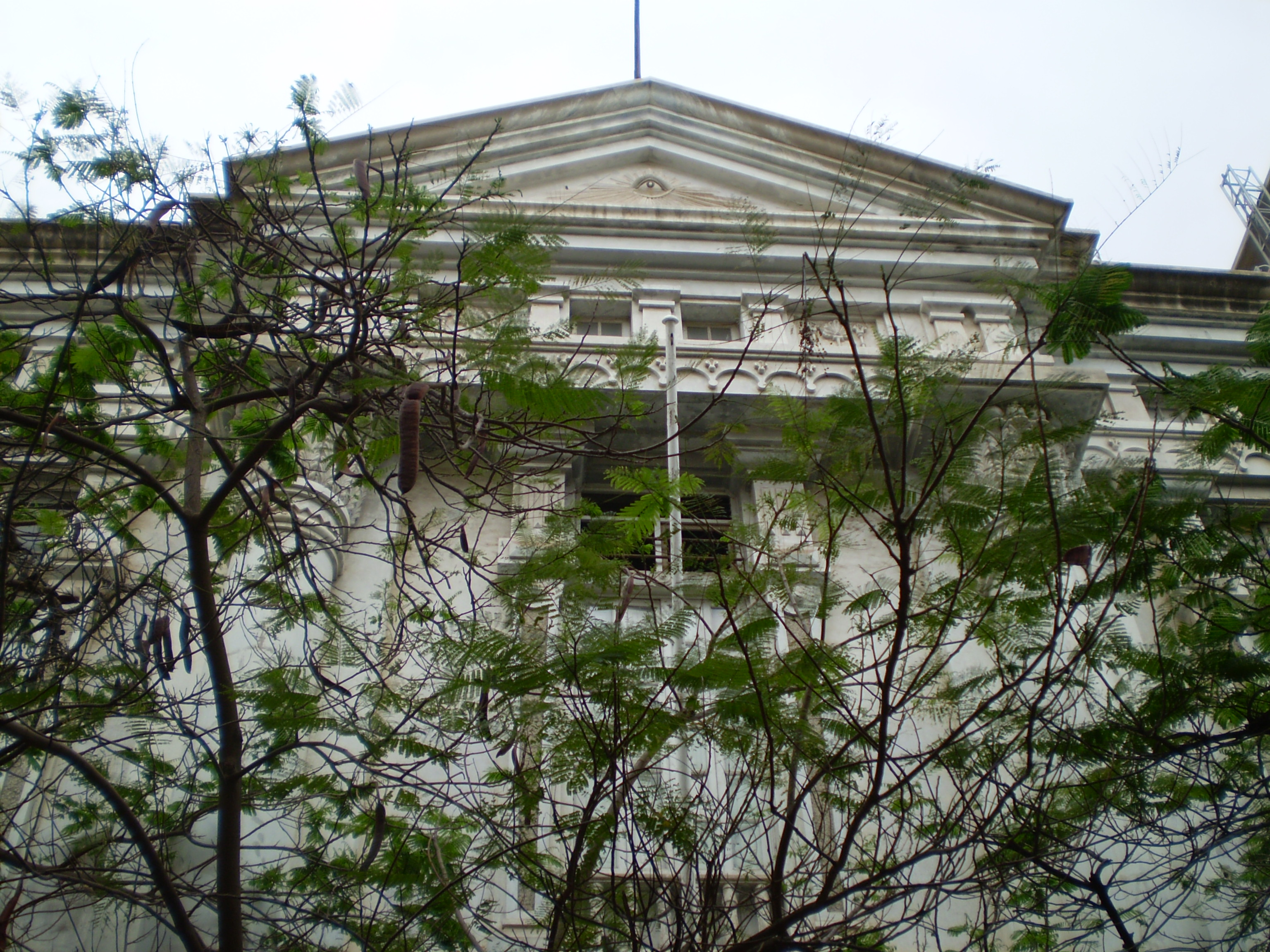
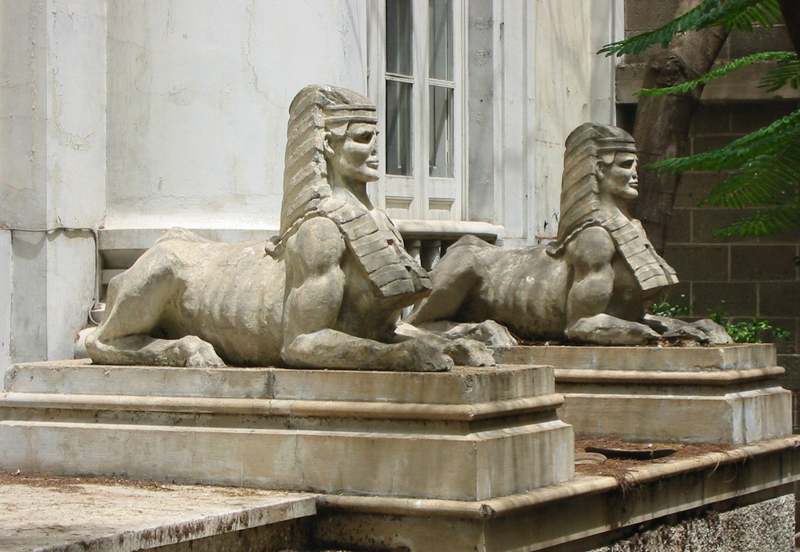
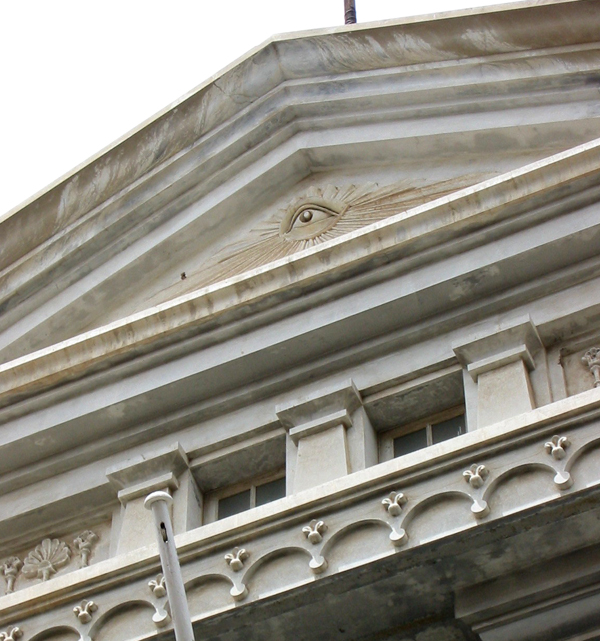
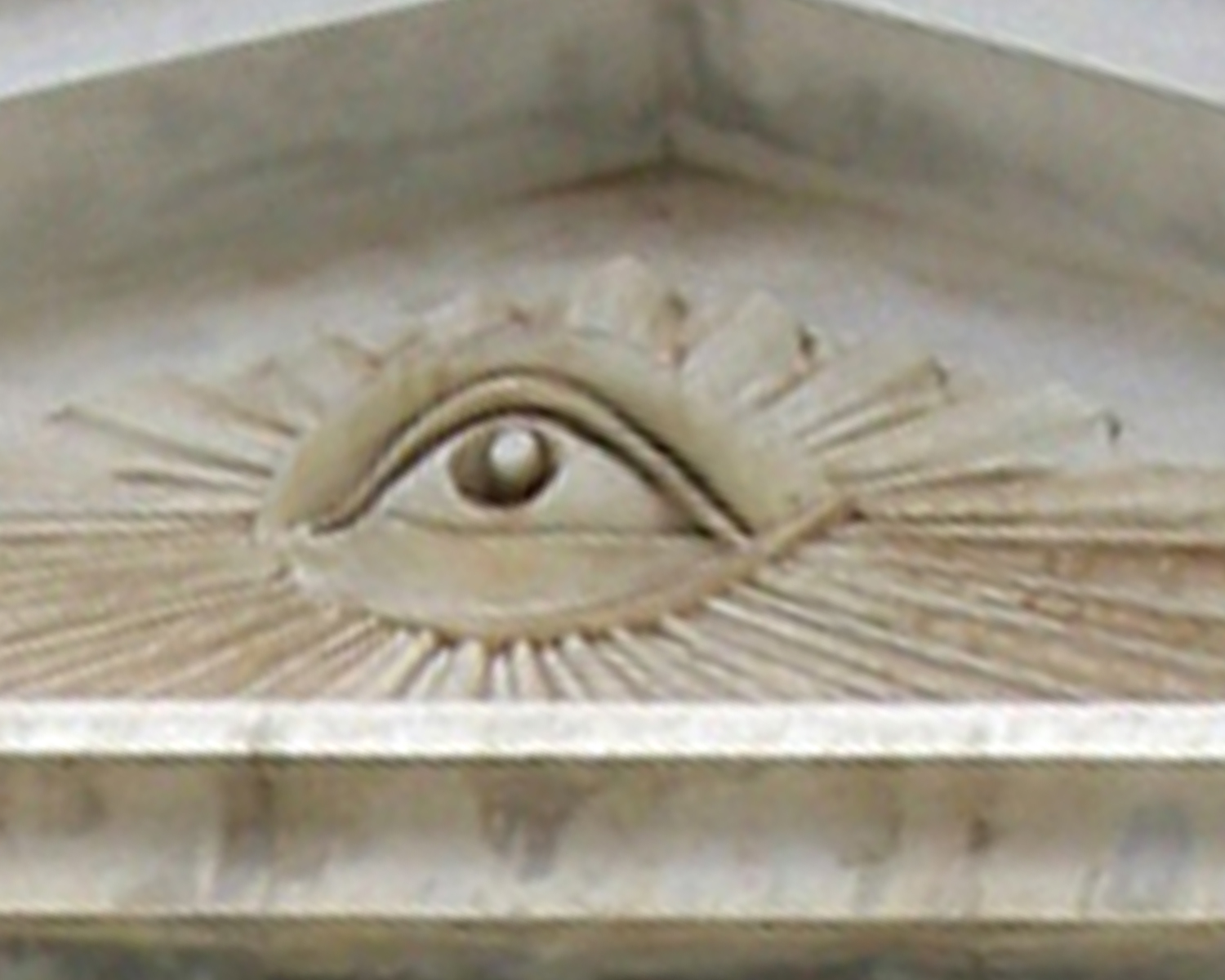